# Episodi di Colombo (quarta stagione)
La quarta stagione della serie televisiva Colombo, composta da 6 episodi, è stata trasmessa sul canale statunitense NBC dal 15 settembre 1974 al 27 aprile 1975.
In Italia è stata trasmessa su Rai 2 dal 28 ottobre 1977 al 21 marzo 1982.
| nº | Titolo originale        | Titolo italiano           | Prima TV USA      | Prima TV Italia |
| -- | ----------------------- | ------------------------- | ----------------- | --------------- |
| 1  | An Exercise in Fatality | Dalle sei alle nove       | 15 settembre 1974 | 21 marzo 1982   |
| 2  | Negative Reaction       | Una mossa sbagliata       | 15 ottobre 1974   | 31 gennaio 1982 |
| 3  | By Dawn's Early Light   | Alle prime luci dell'alba | 27 ottobre 1974   | 10 gennaio 1982 |
| 4  | Troubled Waters         | Assassinio a bordo        | 9 febbraio 1975   | 24 gennaio 1982 |
| 5  | Playback                | Playback                  | 2 marzo 1975      | 15 agosto 1979  |
| 6  | A Deadly State of Mind  | Testimone di sé stesso    | 27 aprile 1975    | 28 ottobre 1977 |

## Dalle sei alle nove
- Titolo originale: An Exercise in Fatality
- Diretto da: Bernard L. Kowalski
- Scritto da: Peter S. Fischer

### Trama
Milo Janus, famoso impresario nel campo del fitness, viene scoperto dal suo socio in affari Gene Stafford mentre cerca di depositare introiti societari in conti protetti dal segreto bancario, sottraendoli in questo modo dal fatturato aziendale. Stafford minaccia di denunciare tutto alle autorità, ma dopo essere rimasto da solo fino a tarda sera nel suo ufficio Janus lo uccide nella palestra di sua proprietà. La causa della morte appare subito molto strana al tenente Colombo, che dovrà trovare il proverbiale ago nel pagliaio per incriminare il colpevole.
- Guest star: Robert Conrad (Milo Janus), Philip Bruns (Gene Stafford), Gretchen Corbett (Jessica Conroy), Herbert Jefferson (Baxter, il guardiano della villa)

## Una mossa sbagliata
- Titolo originale: Negative Reaction
- Diretto da: Alf Kjellin
- Scritto da: Peter S. Fischer

### Trama
Paul Galesko, fotografo Premio Pulitzer oppresso dal carattere autoritario della moglie, decide di organizzare un piano per liberarsi di lei grazie all'aiuto di Alvin Dreschler, ex galeotto appena uscito di prigione. Galesko vorrebbe segretamente eliminare tutti coloro che lo ostacolano, ma l'incontro con la tenacia di Colombo sarà per lui fatale. Il tenente, infatti, riuscirà a scoprire un indizio a cui nessuno aveva fatto caso.
- Guest star: Dick Van Dyke (Paul Galesko), Don Gordon (Alvin Dreschler), Antoinette Bower (Frances Galesko), John Ashton, Joyce Van Patten, Larry Storch (l'istruttore di guida)
- Nota. In questo episodio vengono condivise alcune notizie sul passato di Colombo: il tenente afferma di lavorare nella polizia da 15 anni e di aver acquistato il suo famoso impermeabile 7 anni prima.

## Alle prime luci dell'alba
- Titolo originale: By Dawn's Early Light
- Diretto da: Harvey Hart
- Scritto da: Howard Berk

### Trama
Nel giorno del festeggiamento del Founder's Day, presso l'accademia militare Haynes, avviene un tragico incidente. Il cannone, che doveva sparare un colpo a salve per celebrare il rito e che era stato caricato con un colpo a salve, s'inceppa ed uccide sul colpo il presidente dell'accademia, William Haynes. Colombo si reca sul posto e subito trova degli indizi che indicano chiaramente che si è trattato di un sabotaggio messo in atto da qualcuno. Incomincia così ad interrogare tutto il personale dell'accademia militare e giunge infine ad una drammatica conclusione.
- Guest star: Tom Simcox (William Haynes) Patrick McGoohan (colonnello Lyle Rumford)

## Assassinio a bordo
- Titolo originale: Troubled Waters
- Diretto da: Ben Gazzara
- Scritto da: William Driskill

### Trama
La moglie di Colombo ha vinto una vacanza in crociera verso il Messico, ma mentre si godono il viaggio a bordo viene commesso un omicidio. La bella cantante Rosanna Wells viene ritrovata senza vita nel suo camerino, uccisa alle spalle da un colpo di pistola. L'indagine sarà lunga e difficile per Colombo che dovrà trovare e collegare tutti gli indizi da solo, senza l'aiuto della squadra scientifica.
- Guest star: Robert Vaughn (Hayden Danziger), Jane Greer (Sylvia Danziger), Poupée Bocar (Rosanna Wells), Patrick Macnee (capitano della nave)

## Playback
- Titolo originale: Playback
- Diretto da: Bernard L. Kowalski
- Scritto da: David P. Lewis e Booker T. Bradshaw

### Trama
Harold van Wyck, un estroso inventore di apparecchi elettrici e sistemi di sicurezza, è protagonista di un furioso litigio con la suocera, Margaret Midas, intenzionata ad estromettere il genero dalla direzione dell'azienda di famiglia, che realizza le sue invenzioni. La donna viene trovata morta nel salotto di casa e l'omicidio viene ripreso dalle videocamere di sicurezza installate nella villa, tuttavia l'assassino non viene mai inquadrato. Per Colombo scovare il colpevole sarà dura.
- Guest star: Oskar Werner (Harold Van Wick), Martha Scott (Margaret Midas), Gena Rowlands (Elizabeth Van Wick)

## Testimone di sé stesso
- Titolo originale: A Deadly State of Mind
- Diretto da: Harvey Hart
- Scritto da: Peter S. Fischer

### Trama
Marcus Collier, un noto psichiatra, intrattiene una relazione amorosa con Nadia Donner, la moglie di Karl Donner, circuendo la donna per estorcerle informazioni sensibili. L'uomo intuisce le reali intenzioni di Collier e intende accusare pubblicamente lo psichiatra, ma la discussione fra di loro sfocia in una tragica lite che provoca la morte di Donner. Il tenente Colombo giunge sulla scena del delitto e subito si accorge che la testimonianza di Nadia Donner fa acqua da tutte le parti. Ben presto intuirà chi sia il vero colpevole.
- Guest star: Stephen Elliott (Karl Donner), Lesley Ann Warren (Nadia Donner), George Hamilton (Marcus Collier)